# Eocencyrtus zerovae
Eocencyrtus zerovae är en stekelart som beskrevs av Simutnik 2001. Eocencyrtus zerovae ingår i släktet Eocencyrtus och familjen sköldlussteklar. Inga underarter finns listade i Catalogue of Life.